# Internet Explorer per UNIX
Con Internet Explorer per UNIX si intende la serie di Internet Explorer sviluppata per le piattaforme di tipo UNIX, quali Solaris e HP-UX.
Internet Explorer per UNIX offriva alcune funzionalità assenti nella versione per Windows, come i tasti di scelta rapida in stile Emacs e le associazioni ai programmi esterni.
La prima versione di Internet Explorer per UNIX fu la versione 4.0 per Solaris, pubblicata il 24 febbraio 1998. Lo sviluppo terminò con Internet Explorer 5.0 Service Pack 1 il 1º novembre 2001, e il supporto ad Internet Explorer per UNIX cessò completamente nel 2002.

## Versioni
Versione di test
     Aggiornamento di sicurezza
|     | Versione     | Versione estesa | Crittografia    | Pubblicato il    | Supporta       |
| --- | ------------ | --------------- | --------------- | ---------------- | -------------- |
| IE4 | 4.0 beta     |                 |                 | 5 novembre 1997  | Solaris        |
| IE4 | 4.0          |                 |                 | 24 febbraio 1998 | Solaris        |
| IE4 | 4.01         | 4.71.2011.4     | 40 bit, 128 bit | 24 agosto 1998   | Solaris        |
| IE4 | 4.01         | 4.71.2004.9     | 40 bit, 128 bit | 24 agosto 1998   | HP-UX          |
| IE5 | 5.0          | 5.00.2013.1312  | 40 bit, 128 bit | 18 marzo 1999    | Solaris, HP-UX |
| IE5 | 5.0 SP1 beta | 5.00.2013.2002  | 128 bit         | 13 marzo 2001    | Solaris        |
| IE5 | 5.0 SP1 beta | 31 agosto 2001  | 128 bit         |                  | Solaris        |
| IE5 | 5.0 SP1 beta |                 | 128 bit         | 5 ottobre 2001   | Solaris, HP-UX |
| IE5 | 5.0 SP1      | 5.00.3314.1001  | 128 bit         | 1º novembre 2001 | Solaris, HP-UX |

### Sviluppo di Internet Explorer 3 per UNIX
Nel maggio 1996, Microsoft iniziò a pensare a un porting di Internet Explorer verso le piattaforme basate su UNIX.
A giugno, Microsoft stabilì un accordo con Bristol Technology per lo sviluppo di una versione di Wind/U da utilizzare per il porting di Internet Explorer da Windows a UNIX. In quel periodo, Bristol Technology aveva anche un contratto con Microsoft che consentiva l'accesso al codice sorgente di Windows fino a settembre 1997.
Il 29 luglio 1996, Microsoft annunciò ufficialmente che prevedeva entro la fine dell'anno la pubblicazione di una versione di Internet Explorer per UNIX. Dotandolo di una "funzionalità equivalente a quella fornita con Microsoft Internet Explorer 3.0", Microsoft si proponeva di "rispettare l'impegno di fornire il supporto completo a un browser Web per tutte le principali piattaforme", e di "supportare e promuovere gli standard aperti, compresi HTML, ActiveX e Java."
Tuttavia, in seguito a una controversia sorta nel marzo 1997 tra le due società, e con lo scadere, nel settembre 1997, del contratto con Bristol Technology per l'accesso al codice sorgente di Windows, Microsoft cambiò idea e decise di effettuare il porting della versione Windows direttamente all'interno dell'azienda utilizzando l'applicazione MainWin XDE di Mainsoft, il principale rivale di Bristol Technology (impiegandola in seguito anche per il porting di Windows Media Player e Outlook Express).
Alla fine, nell'aprile 1997 lo sviluppo di Internet Explorer 3 per UNIX, proprio quando esso era quasi pronto alla pubblicazione, venne definitivamente abbandonato in favore della versione successiva.

### Internet Explorer 4 per UNIX

Internet Explorer 4 per Solaris beta

Internet Explorer 4.0 per Solaris fu reso disponibile in versione beta il 5 novembre 1997, con una versione finale prevista per il primo trimestre del 1998.
Il 27 gennaio 1998, Tod Nielsen, l'allora manager generale del gruppo Microsoft per le relazioni degli sviluppatori, dichiarò scherzosamente di voler lanciare Internet Explorer 4 per Solaris al museo Ripley's Believe It or Not! di San Francisco, per dimostrare agli scettici che il progetto non era vaporware. In quel mese, Microsoft prevedeva di estendere in un secondo momento il supporto ad altre piattaforme UNIX, come HP-UX, IBM AIX e Irix, anche se per effettuare il porting non avrebbe potuto utilizzare la versione 3.0 di MainWin XDE, in quanto supportava solamente Solaris SPARC, ma la versione precedente, la 2.1, disponibile invece per Solaris SPARC, Solaris Intel, SunOS, Irix, HP-UX e IBM AIX.
Internet Explorer 4.0 per Solaris fu pubblicato il 24 febbraio 1998. Il 24 agosto 1998 fu pubblicata la versione 4.01 per Solaris e HP-UX.

#### Requisiti di sistema
I requisiti di sistema di Internet Explorer 4.0 per Solaris erano:
- computer: SPARCstation 2 o superiore;
- sistema operativo: Solaris 2.5 o superiore;
- memoria RAM: 32 MB minimi, 64 MB consigliati;
- spazio su disco: 65 MB.

I requisiti di sistema di Internet Explorer 4.0 per HP-UX erano:
- computer: HP 9000 Enterprise Server, HP 9000 Workstation o HP Visualize Workstation;
- sistema operativo: HP-UX 10.20 o superiore;
- memoria RAM: 64 MB minimi, 96 MB consigliati;
- spazio su disco: 72 MB.

### Internet Explorer 5 per UNIX
Internet Explorer 5.0 per UNIX venne pubblicato il 18 marzo 1999, e venne aggiornato al Service Pack 1 il 1º novembre 2001.
Internet Explorer 5 Service Pack 1 per Solaris era compatibile solo con il processore SPARC.

#### Confronto con Internet Explorer 5 per Windows
Internet Explorer 5 per UNIX supportava la maggior parte delle funzionalità e delle tecnologie di Internet Explorer 5 per Windows, ma differiva in alcuni aspetti.
Per esempio, Internet Explorer per UNIX non supportava i controlli ActiveX scaricabili, né la navigazione e l'organizzazione dei file e delle cartelle locali all'interno della finestra del browser. Altre funzionalità non supportate includevano i filtri e le transizioni CSS, il componente DHTML Editing Control, e le applicazioni HTML.
Internet Explorer per UNIX offriva a sua volta alcune funzionalità assenti nella versione per Windows, come i tasti di scelta rapida in stile Emacs e le associazioni ai programmi esterni.

#### Stringa di user agent
| Sistema operativo | Processore    | Stringa di user agent                                           |
| ----------------- | ------------- | --------------------------------------------------------------- |
| Solaris 2.5.1     | SPARC 5       | Mozilla/4.0 (compatible; MSIE 5.0; SunOS 5.5.1 sun4m; X11)      |
| Solaris 2.5.1     | Sun Ultra     | Mozilla/4.0 (compatible; MSIE 5.0; SunOS 5.5.1 sun4u; X11)      |
| Solaris 2.6       | Sun Ultra     | Mozilla/4.0 (compatible; MSIE 5.0; SunOS 5.6 sun4u; X11)        |
| HP-UX 10.20       | HP 9000 C-180 | Mozilla/4.0 (compatible; MSIE 5.0; HP-UX B.10.20 9000/780; X11) |
| HP-UX 10.20       | HP 9000 K-250 | Mozilla/4.0 (compatible; MSIE 5.0; HP-UX B.10.20 9000/802; X11) |

## Termine dello sviluppo
Lo sviluppo terminò con Internet Explorer 5.0 Service Pack 1 il 1º novembre 2001. L'ultimo post del program manager del team di sviluppo, Brion Stone, nel newsgroup ufficiale di Internet Explorer per UNIX risale al 6 novembre 2001. Il supporto ad Internet Explorer per UNIX cessò completamente nel 2002.
La pagina iniziale di Internet Explorer per UNIX fu rimossa dal sito Web di Microsoft nel settembre 2002, sostituita dal messaggio: "Chiediamo sinceramente scusa, ma le tecnologie di Internet Explorer per UNIX non sono più disponibili per il download". Il motivo ufficiale dato da Microsoft fu che "una bassa richiesta di questo download da parte dei clienti non giustificava le risorse richieste per il proseguimento dello sviluppo."